# Estero Grande
Estero Grande är en ort i Mexiko.   Den ligger i kommunen El Higo och delstaten Veracruz, i den sydöstra delen av landet, 270 km norr om huvudstaden Mexico City. Estero Grande ligger 43 meter över havet och antalet invånare är 395.
Terrängen runt Estero Grande är platt, och sluttar västerut. Runt Estero Grande är det ganska glesbefolkat, med 34 invånare per kvadratkilometer. Närmaste större samhälle är El Higo, 6,9 km väster om Estero Grande. Trakten runt Estero Grande består till största delen av jordbruksmark.